# 粉笔科技
粉笔有限公司（简称粉笔、粉笔科技，港交所：02469），是中国的一家上市公司，主要从事国家公务员考试、各省公务员考试、事业单位招聘考试等非学历职业教育培训服务。粉笔科技是北京粉笔蓝天科技有限公司（简称粉笔蓝天、粉笔教育）的控股公司。

## 历史
2013年，在华图教育担任讲师的张小龙跳槽到了猿辅导，负责该公司的公务员考试培训业务。同年，猿辅导推出首款招录考试培训手机APP——“粉笔”。
2015年，粉笔教育成立。
2020年，粉笔科技成立，并成为粉笔教育的控股公司，此时的粉笔科技已从母公司猿辅导拆分出来。同年5月，粉笔科技在中国国内大范围推出线下培训业务。
2021年，粉笔教育完成3.9亿美元A轮融资。
2022年2月28日，粉笔科技向港交所递交IPO招股书，同年，其当地营运中心线下网络已经覆盖中国31个省级行政区的200多个城市。
2023年1月9日，粉笔科技在香港交易所上市。

## 备注
1. ↑  下文均简称为粉笔教育